# Urophora circumflava
Urophora circumflava är en tvåvingeart som beskrevs av Valery Korneyev 1998. Urophora circumflava ingår i släktet Urophora och familjen borrflugor. Inga underarter finns listade i Catalogue of Life.